# Bob's Game
Bob's Game es un videojuego de rol cancelado de Nintendo DS que tiene una historia actuada. El propósito de Bob's Game fue realizar un juego sobre el mismo creador, intentando crear un videojuego para DS, en este caso, el mismo juego, llamado Bob's Game. La historia de este juego no fue real, fue una actuación, el cual es vista en los niveles superiores del juego, donde explica que es el juego de Bob.
La historia detrás de Bob's Game es otra.

## Historia real del juego
Robert Pelloni, es el creador del juego. Estuvo 15 000 horas trabajando en ella. Él grabó las escenas del juego y fue hacia Nintendo. Nintendo había dicho que la idea estaba bien, pero Robert no aceptó la propuesta de publicarlo, o al menos se afirma.
Robert pasaría a grabar toda la historia y difundirla para que la gente creyera que era cierto, hasta el lanzamiento del juego.
Al final, en un elevado nivel (el cual se ve en YouTube), en el juego se puede apreciar que Robert había hecho una actuación y había ordenado la escena donde había destruido su sala de trabajo con la idea de hacer pensar que lo destruyó.

## Historia ficticia del juego
En el juego, podemos ver la misma historia que hizo creer Robert. Un chico que de pequeño había soñado en crear el mejor videojuego del mundo. La historia del juego radica principalmente en como Bob (Robert) hace un juego para Nintendo. Nintendo no le permitió hacer el juego, y Bob hace una huelga para hacer que el juego vuelva. Al final, Robert logra supuestamente publicar el juego, el cual por eso se lanzó una fecha de lanzamiento, pero en realidad es que el juego nunca se ha publicado aún.

## Personajes
Como Bob's Game trata de la historia de la creación de un hacer un videojuego en la compañía Nintendo, aquí los protagonistas son los directores de juego de Nintendo como Shigeru Miyamoto y el creador del juego Bob's Game, Bob.